# سام سوندرز (سياسي)
سام سوندرز (بالإنجليزية: Sam Saunders)‏ هو سياسي أمريكي، ولد في 17 ديسمبر 1905 في بيني فارمس في الولايات المتحدة، وتوفي في 30 سبتمبر 2005 في الولايات المتحدة. انتخب عضو مجلس نواب فلوريدا.